# Laccobius cinereus
Laccobius cinereus är en skalbaggsart som beskrevs av Victor Ivanovitsch Motschulsky 1860. Laccobius cinereus ingår i släktet Laccobius och familjen palpbaggar.

## Underarter
Arten delas in i följande underarter:
- L. c. columbianus
- L. c. cinereus